# Eremo Santa Croce
De Kluizenarij van het Heilig Kruis of Eremo Santa Croce is een kluizenarij in de bergen van Roveredo-Capriasca boven Lugano. Zij werd aan het begin van de jaren tachtig van de twintigste eeuw gesticht door theoloog en kluizenaar Gabriël Bunge. Daar schreef hij verscheidene van zijn meer bekende boeken, waaronder Irdene Gefäße. Ook in deze kluis leefde de in 2003 overleden Fra Raffaele. Diens graf in de abdijkerk van Einsiedeln trekt vele bezoekers.
De hermitage bestaat uit verscheidene gebouwen uit de achttiende en negentiende eeuw, die vroeger in gebruik waren als veestallen.